# Morti nel 1783
| Questa pagina contiene informazioni ricavate automaticamente dalle voci biografiche con l'ausilio del template Bio e di un bot. L'aggiornamento è periodico e automatico e ricostruisce completamente la pagina. Se manca una persona in questa lista, sei pregato di non aggiungerla, ma accertati piuttosto che la sua voce biografica contenga il template Bio e che i dati anagrafici siano correttamente compilati. Se il template Bio manca, inseriscilo tu stesso o, in alternativa, metti l'avviso {{tmp\|Bio}} che ne segnala la mancanza. Se i dati riportati sono sbagliati, correggi direttamente la voce biografica; le modifiche saranno visibili in questa lista entro pochi giorni. Per chiarimenti vedi il progetto biografie. La lista contiene solo le 117 persone che sono citate nell'enciclopedia e per le quali è stato implementato correttamente il template Bio. Pagina aggiornata al 15 ott 2024. |

## Gennaio(8)
- 2 gennaio - Ignazio Renato Birago di Borgaro, architetto italiano (n. 1721)
- 2 gennaio - Johann Jakob Bodmer, scrittore svizzero (n. 1698)
- 7 gennaio - Giovanni Targioni Tozzetti, medico e naturalista italiano (n. 1712)
- 12 gennaio - Filippo Giovanni Battista Nicolis di Robilant, architetto italiano (n. 1723)
- 14 gennaio - Giacobbe Cervetto, violoncellista italiano (n. 1682)
- 22 gennaio - Hans Ulrich Grubenmann, ingegnere svizzero (n. 1709)
- 31 gennaio - Caffarelli, cantante italiano (n. 1710)
- 31 gennaio - João Cosme da Cunha, cardinale e arcivescovo cattolico portoghese (n. 1715)

## Febbraio(7)
- 6 febbraio - Lancelot Brown, architetto del paesaggio inglese (n. 1716)
- 9 febbraio - Enrico Giuseppe di Auersperg, nobile austriaco (n. 1697)
- 11 febbraio - Johann Andreas Silbermann, organaro tedesco (n. 1712)
- 19 febbraio - Agostino Paradisi, poeta, economista e saggista italiano (n. 1736)
- 19 febbraio - Alfonso Sozy Carafa, vescovo cattolico italiano (n. 1704)
- 23 febbraio - Thomas Howard, XIV conte di Suffolk, nobile e politico britannico (n. 1721)
- 27 febbraio - Vincenzo Bellini, numismatico e presbitero italiano (n. 1708)

## Marzo(8)
- 1º marzo - Thomas Lowe, tenore e attore teatrale inglese (n. 1719)
- 2 marzo - Francisco Salzillo, scultore spagnolo (n. 1707)
- 12 marzo - Valentino Rovisi, pittore italiano (n. 1715)
- 13 marzo - Leopoldo Ernesto Firmian, cardinale e vescovo cattolico austriaco (n. 1708)
- 13 marzo - Alessandro Sappa de' Milanesi, poeta italiano (n. 1717)
- 19 marzo - Frederick Cornwallis, arcivescovo anglicano e teologo inglese (n. 1713)
- 23 marzo - Gaspard Fritz, compositore e violinista svizzero (n. 1716)
- 30 marzo - William Hunter, anatomista scozzese (n. 1718)

## Aprile(15)
- 1º aprile - Georg Friedrich Brander, inventore tedesco (n. 1713)
- 1º aprile - Gilles Hocquart, funzionario francese (n. 1694)
- 7 aprile - Ignaz Holzbauer, compositore austriaco (n. 1711)
- 8 aprile - Carolina Luisa d'Assia-Darmstadt, principessa (n. 1723)
- 13 aprile - Grigorij Grigor'evič Orlov, militare russo (n. 1734)
- 14 aprile - Jacques-Philippe Le Bas, incisore e disegnatore francese (n. 1707)
- 16 aprile - Benedetto Giuseppe Labre, santo francese (n. 1748)
- 16 aprile - Christian Mayer, astronomo e gesuita ceco (n. 1719)
- 17 aprile - Louise d'Épinay, scrittrice francese (n. 1726)
- 19 aprile - Giovanni Carmine Pellerano, arcivescovo cattolico italiano (n. 1702)
- 20 aprile - Franz Anton von Raab, funzionario austriaco (n. 1722)
- 24 aprile - François-Nicolas Lenormand, diplomatico francese (n. 1708)
- 27 aprile - Giuseppe Pozzobonelli, cardinale italiano (n. 1696)
- 28 aprile - Eyre Coote, militare e politico britannico (n. 1726)
- 29 aprile - Bernardo Tanucci, giurista e politico italiano (n. 1698)

## Maggio(6)
- 3 maggio - Ottavio di Hannover, principe inglese (n. 1779)
- 14 maggio - Carl Friedrich von Bassewitz, politico tedesco (n. 1720)
- 16 maggio - William Douglas, IV baronetto, nobile e politico scozzese (n. 1730)
- 18 maggio - Lucrezia Agujari, soprano italiano
- 23 maggio - Juan de García y Montenegro, vescovo cattolico spagnolo (n. 1716)
- 29 maggio - Antonio Francesco Vezzosi, presbitero e biografo italiano (n. 1708)

## Giugno(4)
- 1º giugno - Domingo Elizondo, militare spagnolo
- 2 giugno - Giuseppe Venceslao di Fürstenberg, principe (n. 1728)
- 15 giugno - Ludvig Harboe, teologo e vescovo luterano danese (n. 1709)
- 19 giugno - Henry Lloyd, economista e militare britannico (n. 1720)

## Luglio(4)
- 10 luglio - Adam František Kollár, storico, etnologo e bibliotecario slovacco (n. 1718)
- 21 luglio - Giovanni Battista Rezzonico, cardinale italiano (n. 1740)
- 24 luglio - Teodoro Benedetti, scultore e architetto italiano (n. 1697)
- 27 luglio - Johann Philipp Kirnberger, violinista, clavicembalista e compositore tedesco (n. 1721)

## Agosto(7)
- 5 agosto - Francesco Serao, medico, fisico e geologo italiano (n. 1702)
- 13 agosto - Tichon di Zadonsk, monaco cristiano e vescovo ortodosso russo (n. 1724)
- 13 agosto - Vieira Lusitano, pittore, illustratore e incisore portoghese (n. 1699)
- 18 agosto - John Dunning, I barone Ashburton, politico britannico (n. 1731)
- 19 agosto - Franz Xaver Messerschmidt, scultore tedesco (n. 1736)
- 26 agosto - Sebastiano Ceccarini, pittore italiano (n. 1703)
- 29 agosto - William Wynne Ryland, incisore inglese (n. 1732)

## Settembre(8)
- 1º settembre - Ignazio De Blasi, storico italiano (n. 1717)
- 4 settembre - Francesco Niccolò Gonzaga, marchese (n. 1731)
- 6 settembre - Carlo Bertinazzi, attore teatrale italiano (n. 1710)
- 6 settembre - Pier Francesco Foggini, antiquario, storico e archeologo italiano (n. 1713)
- 6 settembre - Anna Williams, poetessa gallese (n. 1706)
- 18 settembre - Eulero, matematico, fisico e astronomo svizzero (n. 1707)
- 27 settembre - Étienne Bézout, matematico francese (n. 1730)
- 27 settembre - Eustachio Ignazio Capizzi, presbitero, scrittore e teologo italiano (n. 1708)

## Ottobre(7)
- 2 ottobre - Ferdinando di Solms-Braunfels, principe tedesco (n. 1721)
- 5 ottobre - Tommaso Perelli, astronomo italiano (n. 1704)
- 7 ottobre - William Tans'ur, compositore e insegnante inglese (n. 1706)
- 10 ottobre - Henry Brooke, scrittore irlandese (n. 1703)
- 22 ottobre - Gerhard Friedrich Müller, esploratore, storico e etnografo tedesco (n. 1705)
- 29 ottobre - Jean Baptiste Le Rond d'Alembert, matematico, fisico e astronomo francese (n. 1717)
- 31 ottobre - John Spencer, I conte Spencer, politico britannico (n. 1734)

## Novembre(6)
- 1º novembre - Carl von Linné jr., naturalista svedese (n. 1741)
- 3 novembre - Charles Collé, commediografo francese (n. 1709)
- 12 novembre - Pasquale Carcani, letterato e filologo italiano (n. 1721)
- 19 novembre - Jean-Baptiste Perronneau, pittore francese (n. 1715)
- 30 novembre - Giovan Battista Landeschi, presbitero e agronomo italiano (n. 1721)
- 30 novembre - Roman Illarionovič Voroncov, generale e politico russo (n. 1707)

## Dicembre(5)
- 9 dicembre - Vittoria Ligari, pittrice italiana (n. 1713)
- 11 dicembre - Antonio Francesco Bellinzani, compositore italiano
- 15 dicembre - Ahmed bin Sa'id, sovrano omanita (n. 1710)
- 16 dicembre - Bernardo Maria Valera, religioso e poeta italiano (n. 1711)
- 20 dicembre - Antonio Soler, compositore e organista spagnolo (n. 1729)

## Senza giorno specificato(32)
- Cipriano di Alessandria, arcivescovo ortodosso greco (n. 1723)
- Aleksandr Onisimovič Ablesimov, scrittore e librettista russo (n. 1742)
- Matthijs Accama, pittore olandese (n. 1702)
- William Alexander, generale statunitense (n. 1726)
- Bartolomeo Altomonte, pittore austriaco (n. 1694)
- Gherardo degli Angioli, poeta italiano (n. 1705)
- Luigi Calza, medico italiano (n. 1737)
- Chang Naizhou, insegnante cinese (n. 1724)
- Giacinto Fabbroni, pittore italiano (n. 1711)
- Agostino Fiorilli, attore teatrale italiano
- Niccolò Franchini, pittore e restauratore italiano (n. 1704)
- Giovanni Antonio Galliari, pittore e scenografo italiano (n. 1714)
- Francis Harwood, scultore britannico (n. 1727)
- Johann Adolf Hasse, compositore tedesco (n. 1699)
- Antonio Landi, poeta, letterato e drammaturgo italiano (n. 1725)
- Marianne Loir, pittrice francese (n. 1705)
- Francesco Londonio, pittore italiano (n. 1723)
- Martín de Mayorga, generale spagnolo (n. 1721)
- Pedro Messía de la Cerda (n. 1700)
- Georg-Michael Moser, incisore svizzero (n. 1705)
- Ferenc III Nádasdy, militare ungherese (n. 1708)
- Nikita Ivanovič Panin, politico e diplomatico russo (n. 1718)
- Gaetano Perego, pittore italiano
- Felice Polanzani, incisore italiano (n. 1700)
- James Price, chimico e alchimista britannico (n. 1752)
- Ahmed Resmî Efendi, politico, diplomatico e scrittore ottomano (n. 1700)
- Jean-Baptiste Sahuguet d'Amarzit d'Espagnac, militare francese (n. 1713)
- Ahaya Secoffee, condottiero nativo americano (n. 1710)
- Bianca Maria di Sinzendorf-Neuburg, nobile italiana (n. 1717)
- Violante Beatrice Siries, pittrice italiana (n. 1709)
- Jeremiah Sisson, artigiano inglese (n. 1720)
- Ignacio de Arteaga, navigatore e esploratore spagnolo (n. 1731)